# Wieczór z muppetami
Wieczór z muppetami (ang. Muppets Tonight) – amerykański serial komediowy z udziałem muppetów stworzony przez Jim Henson Productions. Podobnie jak segment „MuppeTelevision” w programie The Jim Henson Hour, serial stanowił kontynuację Muppet Show. Premiera serialu miała miejsce 8 marca 1996 roku na antenie ABC, z kolei w Polsce emitowany był od 23 grudnia tego samego roku na antenie Canal+, a także później na TVP1, TVP3 i TV4.
Formuła Wieczoru z muppetami zrealizowana została w formie talk-show prowadzonego przez muppeta Clifforda. Podobnie jak w Muppet Show, gośćmi programu są prawdziwe gwiazdy kina czy muzyki, zaś za kulisami muppety starają się zażegnać rozmaite kryzysy.

## Główne postaci i obsada
- Clifford (głos: Kevin Clash) – gospodarz programu, który przyjął tę posadę, ponieważ nikt inny nie był nią zainteresowany
- Kermit Żaba (Steve Whitmire) – producent przedstawienia
- Zwierzak (Frank Oz)
- Beauregard (Dave Goelz)
- Behemoth (Bill Barretta)
- Doktor Bunsen Honeydew (Dave Goelz)
- Beaker (Steve Whitmire)
- Doktor Dziwnoknurski (Jerry Nelson)
- Elvisowie
- Eugene (Steve Whitmire)
- Woźny George (Steve Whitmire)
- Wielki Gonzo (Dave Goelz)
- Miś Fozzie (Frank Oz)
- J.P. Grosse (Kevin Clash)
- Panna Piggy (Frank Oz)
- Mulch (Kevin Clash)
- Szczur Rizzo (Steve Whitmire; w wersji polskiej: Jan Aleksandrowicz)
- Rowlf the (Bill Barretta)
- Orzeł Sam (Frank Oz)
- Statler i Waldorf (Jerry Nelson, Dave Goelz)
- Sweetums (John Henson)